# Амух
Амух (дарг. ГӀямух) — село в Агульском районе (до 1935 — в Дахадаевском) Дагестана. Административный центр сельского поселения «Сельсовет „Амухский“».

## География
Расположено в 22 км к северу от села Тпиг, на границе с Дахадаевским районом.

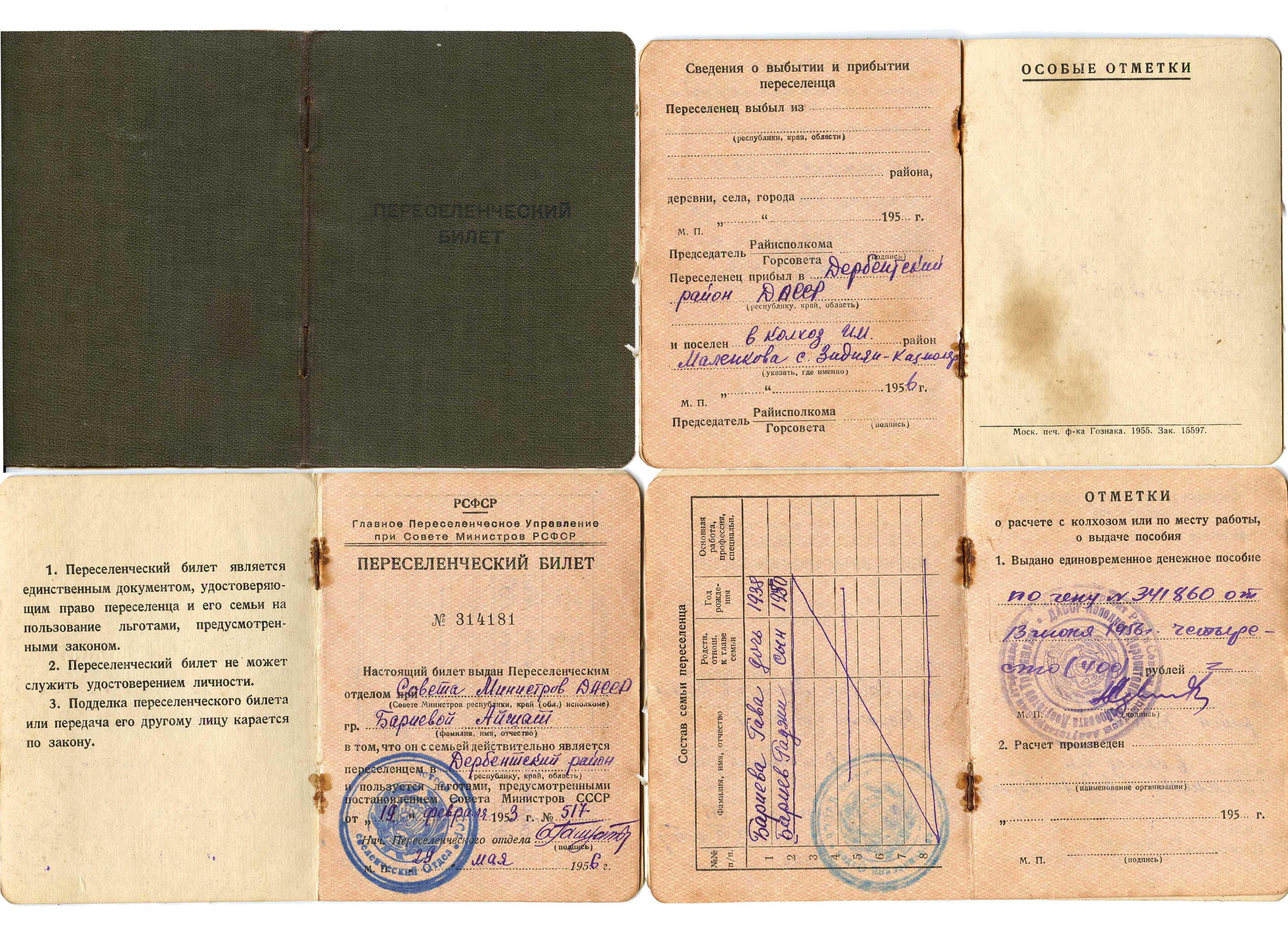
Переселенческий билет Бариевой Айшат. Выдан 29 мая 1956 года.

## История
До присоединения к России жители Амуха вместе с соседними даргинскими сёлами жили вольным обществом Гуцул-Дарго.
С 1860 в составе Ашти-Кулинского наибства.
Часть жителей переселилась в село Чинар Дербентского района.

## Население
| 1888 | 1895 | 1926 | 1939 | 1970 | 1989 | 2002 |
| ---- | ---- | ---- | ---- | ---- | ---- | ---- |
| 327  | ↗350 | ↘304 | ↗387 | ↘224 | ↘162 | ↗238 |
| 2010 | 2021 |      |      |      |      |      |
| ↘118 | ↘116 |      |      |      |      |      |

Согласно результатам переписи 2002 года, в национальной структуре населения даргинцы составляли 84 %

## Хозяйство
- Муниципальное унитарное предприятие «Амух».

## Образование
- Муниципальное образовательное учреждение «Амухская средняя общеобразовательная школа». С 2016 года нет школы!